# アーラシュ (イラン神話)

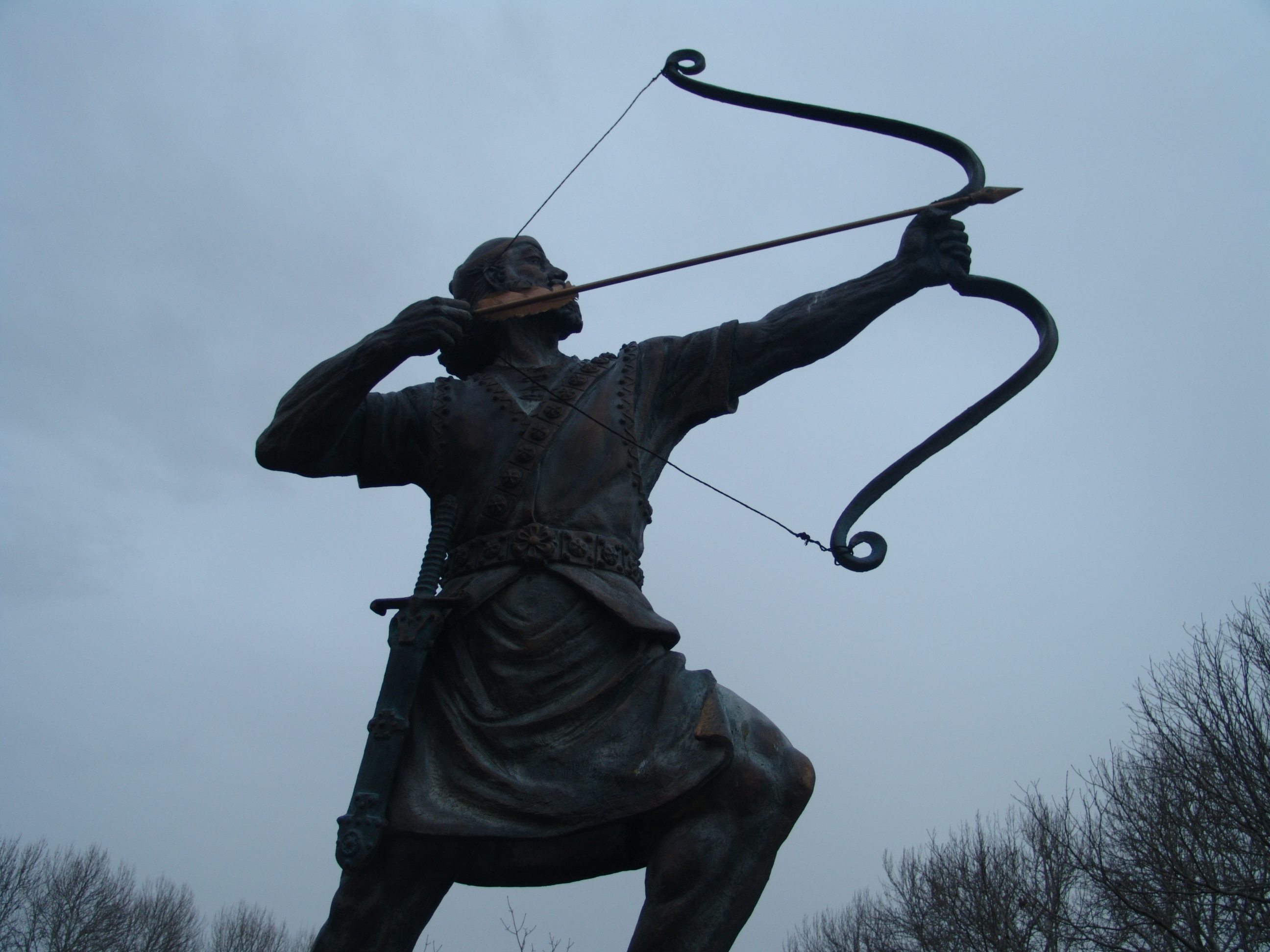
テヘランのサアダーバード宮殿にある、弓を引くアーラシュの像。

射手のアーラシュ（ペルシア語: آرش کمانگیر Āraš-e Kamāngīr, アーラシェ・カマーンギール）は、イランの伝承上の英雄である。

## 概要
アーラシュの物語の典型は次のようなものである：イラン人とトゥーラーン人の間に起こった「聖なる栄光」（ファッラフ）を巡る戦争において、トゥーラーンの将軍アフラースィヤーブがイランの王マヌーチェフル (Manūčehr) の軍を包囲し、両軍は講和を結んだ。
両者は、弓矢の届く限りの土地をマヌーチェフルとイランの民に返還し、残りの土地をアフラースィヤーブと他の民族のものとすることで合意に至った。天使（アル＝ビールーニーによれば 'Esfandārmaḏ', すなわちアムシャ・スプンタの一柱スプンタ・アールマティ、パフラヴィー語でスパンダールマド (Spandārmad) のこと）はマヌーチェフルに特別な弓と矢を作らせ、熟達した射手であるアーラシュがその矢を放つ役に選ばれた。アーラシュが夜明けに矢を放つと、矢は恐るべき距離を飛んでいき、イラン人とその他の民族とを隔てるべき境界の印となった。
ビールーニーによれば、アーラシュは矢を放ったことにより滅んで消えてしまったという。アーラシュは己の肉体を晒しこう言った。「見ろ！　私の体には傷一つ病一つない。だがこの矢を放ったとき、私は滅びるだろう」と。そして夜明けにアーラシュが矢を放つとすぐさま、アーラシュの体は裂けて散り散りになった。サアーリビーでもまた矢を放ったアーラシュは滅んでしまったとしている ("Ḡorar")。
後期の文献においてアーラシュの結末は異なっており、タバリーによれば、アーラシュは人々に支持されて弓兵達の指揮官となり、大きな名誉の中で人生を送ったとされる。また、タバリーによるとペルシャの物語で射手に名声を与えし矢は3つ存在するとあり、1つはバフラーム・チュービーナの矢、残り2つはアーラシュの矢とスーファライーの矢。タバリーではバフラーム・チュービーナはアーラシュの子孫とされている。
アーラシュが放った矢がどれほど飛んだかについても諸説ある。一説では 1000 里（パラサング）の距離とされ、またある説では 40 日間歩いたほどの距離だとされる。他にも矢が飛んだ時間について、夜明けから正午にかけて飛んだとすることもあれば、夜明けから日没まで飛び続けたとすることもある。
文献の中にはアーラシュが矢を放った日を特定しているものもある。中世ペルシア語のテクスト "Mah i Frawardin" では第 1 の月の 6 日目（ゾロアスター教暦において 1 月はフラワルディーン、6 日はホルダードと呼ばれる）とされ、より後期の文献ではティールガーンの日（ティールの月の 13 日。ティールは第 4 の月でティシュトリヤに因む）とされている（ビールーニー『古代民族年代記 (Āṯār al-bāqīa)』、ガルディーズィー "Zayn al-Akhbār"）。ティールガーンのある日はゾロアスター教暦のヤザタ・ティール (Yazata Tir) にあたり、月名のティール (Tir) と同音の言葉で「矢」という意味の異義語があるため、そこから想起されたのではないかと考えられている。
アーラシュの矢がどこから放たれたかについても様々な言及がある。『アヴェスター』のティシュタル・ヤシュトでは「アリヨー・フシュサ (Airyo Xshutha)」という山から放たれたとされている (Yt. 8.6)。アリヨー・フシュサがどこにあったかは分かっていない。イスラームの時代に下ると、アーラシュが矢を放った場所は多くの文献でカスピ海の南が示され、タバリスターン（タバリー、サアーリビー、マクデスィー、イブヌル・アスィール、マルアシーによる）、ロヤーンの山頂（ビールーニー、ガルディーズィーによる）、アーモルの砦（『モジマル』による）、ダマーヴァンド山（バルアミーによる）、サーリー（ゴルガーニーによる）などとされる。
アーラシュの矢が立った場所については、『アヴェスター』のティシュタル・ヤシュトでは「フワンワント (Xwanwant)」という山が示され（具体的な場所は同定されていないが、『シャー・ナーメ』や『ヴィースとラーミーン』において言及される「ホマーヴァン (Homāvan)」と同じ山ではないかと提案されている。この山はホラーサーン北東部にあったと考えられている）、あるいはバルフにある川（タバリー、イブヌル・アスィールによる）、バルフの東（サアーリビーによる）、バクトリアないしトハーリスターン（マクデスィー、ガルディーズィーによる）、アムダリヤ川の堤防（バルアミーによる）、メルブ（『モジマル』による）などとされる。ビールーニーによればアーラシュの矢は、ホラーサーンから最も遠い、フェルガナとタバリスターンの間の木に刺さったという。
アーラシュという名前はイラン人の名前として今日では非常に一般的なものになっている。
Dr Jevanji Jamshedjiの論文 によると、シャー・ナーメには｢アーラシュの矢｣という単語が度々登場し、アルジャースプとザレールの戦った戦争の中で、｢サームは最高のメイス使いとされ、そしてアーラシュは最高の射手とされている｣と語る 。
また、この論文は古代イランの祭日について記された本についても言及しており、そこにはアーラシュが何故｢カマーンギール｣と呼ばれるのかについても少しだけ触れられている。引用文には、｢詩人の言葉を借りるならばアーラシュは"Kamān-Gīr"、すなわち高名な射手と呼ばれる。これは、AmelからMarvに矢を飛ばしたためだ｣とある。

## 名前の起源
伝承上の名前には典型的に見られることだが、アーラシュもまた様々な名前で呼ばれている。『アヴェスター』における彼の名前は「ウルフシャ (Ǝrəxša, Erekhsha)」であり、速い矢のウルフシャや、イラン人（アーリア人）で最も速い矢を射るものなどと呼ばれている。このアヴェスター語の形はゾロアスター教の時代の中世ペルシア語では「エーラシュ (Erash)」という形になった（『ブンダヒシュン』、"Shahrastanha-i Eran", 『ザンドイー・ワフマン・ヤスン』、"Mah i Frawardin" による）。新ペルシア語（現代のペルシア語）とアラビア語の形「エラシュ (Erash)」および「イーラシュ (Irash)」はアル＝タバリーとイブン・アル＝アスィールによる言及がある。他にアル＝サアーリビーは「アラシュ (Araš)」、マクディーシやバラミ、『モジマル』、マラーシ、アル＝ビールーニー、『ヴィースとラーミーン』のゴルガーニーは「アーラシュ (Āraš)」と言及している。『アヴェスター』における「速い矢」という言葉は、アル＝タバリーの「アーラシュシェーバーティール (Āraššēbāṭīr)」や『モジマル』の「アーラシェ・シェーワーティール (Āraš-e Šewātīr)」のように名前に繋がる形で現れる。『シャー・ナーメ』では｢アーリシュ(Ārish)｣と記されている。

## 近現代
詩人の Siavash Kasraie は、1959年に『射手のアーラシュ (Āraš-e kamāngīr)』という長い詩を書いた。この叙事詩は、古代ペルシアの神話に基き、アーラシュが彼の国を外敵の支配から解放するために行った英雄的自己犠牲を描いている 。
アーラシュの物語は宮廷叙事詩やロマンスや人気のある文学では詳細には現れておらず、時折ある短い言及を除いて、Ehsan Yarshaterの『Dāstānhā-ye Īrān-e Bāstān』で復活するまで、ペルシャ文学の世界から失われていた。この復活によりアーラシュの物語は、作家や詩人の間で共感を呼び、すぐに取り上げられ、その後いくつかの作品の主題となった。初めは、 1959年に『Āraš-e tīr-andāz』(1978 ～ 79 年でのタイトルは『Āraš šīvā-tīr』)と長編叙事詩『Āsraš-e kamāngīr』の2作品が登場、続いて1963年の『Āraš dar qalamrow-e tardīd』、1965年の『Ḥamāsa-ye Āraš』、最後に1977年、バフラーム・ベイザーイー（بهرام_بیضایی）の演劇作品『Āraš』が登場する。これらのうちの4つの作品はアフラースィヤーブの圧政からイランを救った救世主としてのアーラシュが描かれている。Bahrām Beyżāīの『Āraš』は他の物語とは違い英雄譚ではない。実際、ここでのアーラシュは射手ではなく、弓を一度も引いたことのない、ただの馬の世話係である。武器も持ったことがない一般人が王の命令に抗えず矢を放つことになるという悲壮感漂う物語となっている。このBeyżāīの『Āraš』は世界中で何度も上演され、2013年7月にカリフォルニア州スタンフォード大学のアネンバーグ オーディトリアムでも上演されたとされる。
また、1961年にテヘランでĀrašと呼ばれる文芸雑誌が創刊され、それは約8年間続いた。
19世紀以降の論文などを除き、「アーラシェ・カマーンギール」という呼び方は、叙事詩『Āsraš-e kamāngīr』以外では確認出来ない。

## アーラシュが登場するフィクション
- 『Fate/Prototype 蒼銀のフラグメンツ』
- 『Fate/Grand Order』